# Kunnar Erich Viisel
Kunnar Erich Viisel (* 6. Oktober 1999) ist ein estnischer Leichtathlet, der sich auf den Speerwurf spezialisiert hat.

## Sportliche Laufbahn
Erste internationale Erfahrungen sammelte Kunnar Erich Viisel im Jahr 2021, als er bei den U23-Europameisterschaften in Tallinn mit einer Weite von 65,80 m in der Qualifikationsrunde aus. 2023 wurde er bei der 2. Liga der Team-Europameisterschaft im Rahmen der Europaspiele in Chorzów mit 69,70 m Elfter.
2023 wurde Viisel estnischer Meister im Speerwurf.